# Toksyczne aktywa
Toksyczne aktywa – aktywa finansowe, których ryzyko inwestycyjne zostało pierwotnie istotnie niedoszacowane przez posiadacza. Są skomplikowane, spekulacyjne i z natury trudne do wyceny. Przeważnie są to papiery wartościowe oraz pożyczki obarczone wysokim ryzykiem kredytowym lub płynności, których realizacja może skutkować poważnym pogorszeniem sytuacji finansowej posiadacza i w efekcie jego upadłością. 